# Amina Lawal
Pour les articles homonymes, voir Lawal.
Amina Lawal Kurami, née en 1973, est une femme nigériane condamnée à mort pour adultère en 2002, et dont le cas a un retentissement international. La condamnation de Lawal est annulée le 25 septembre 2003.

## Affaire
En mars 2002, Amina Lawal est condamnée à être exécutée par lapidation par un tribunal islamique à Funtua, dans l'État de Katsina au Nigéria, après avoir donné naissance à une enfant plus de neuf mois après son divorce.
L'affaire suscite l'indignation en Occident, et plusieurs prétendantes au titre de Miss Monde boycottent le concours, qui se tient au Nigéria cette année-là, en signe de protestation. L'ambassade nigériane aux États-Unis reçoit un million deux cent mille courriels de protestation, à la suite d'une émission spéciale consacrée à Amina Lawal sur The Oprah Winfrey Show.
En réponse aux protestations, le président du Nigéria, Olusegun Obasanjo, déclare au nom de son gouvernement :
« [W]e have never entertained doubts that whatever verdict a lower court may give, the appellate courts will ensure that justice is done. We fully understand the concern of Nigerians and friends of Nigeria, but we cannot imagine or envision a Nigerian being stoned to death. It has never happened and may it never happen. »
« [N]ous sommes certains que, quel que soit le verdict prononcé par un tribunal en première instance, les cours d’appel feront en sorte que justice soit faite. Nous comprenons tout à fait le souci des Nigérians et des amis du Nigéria, mais nous n’imaginons pas qu’un Nigérian ou qu’une Nigériane puisse un jour être exécuté(e) par lapidation. Cela ne s’est jamais produit, et j’espère que cela ne se produira jamais. »
La condamnation de Lawal est annulée en septembre 2003 par une cour d'appel islamique.

## Sources
- (fr) "NIGÉRIA. La condamnation à mort d'Amina Lawal est enfin annulée, mais des interrogations subsistent quant au caractère discriminatoire de la législation", Amnesty International
- (en) "Woman sentenced to stoning freed", Jeff Koinange, CNN